# サロベツ原野

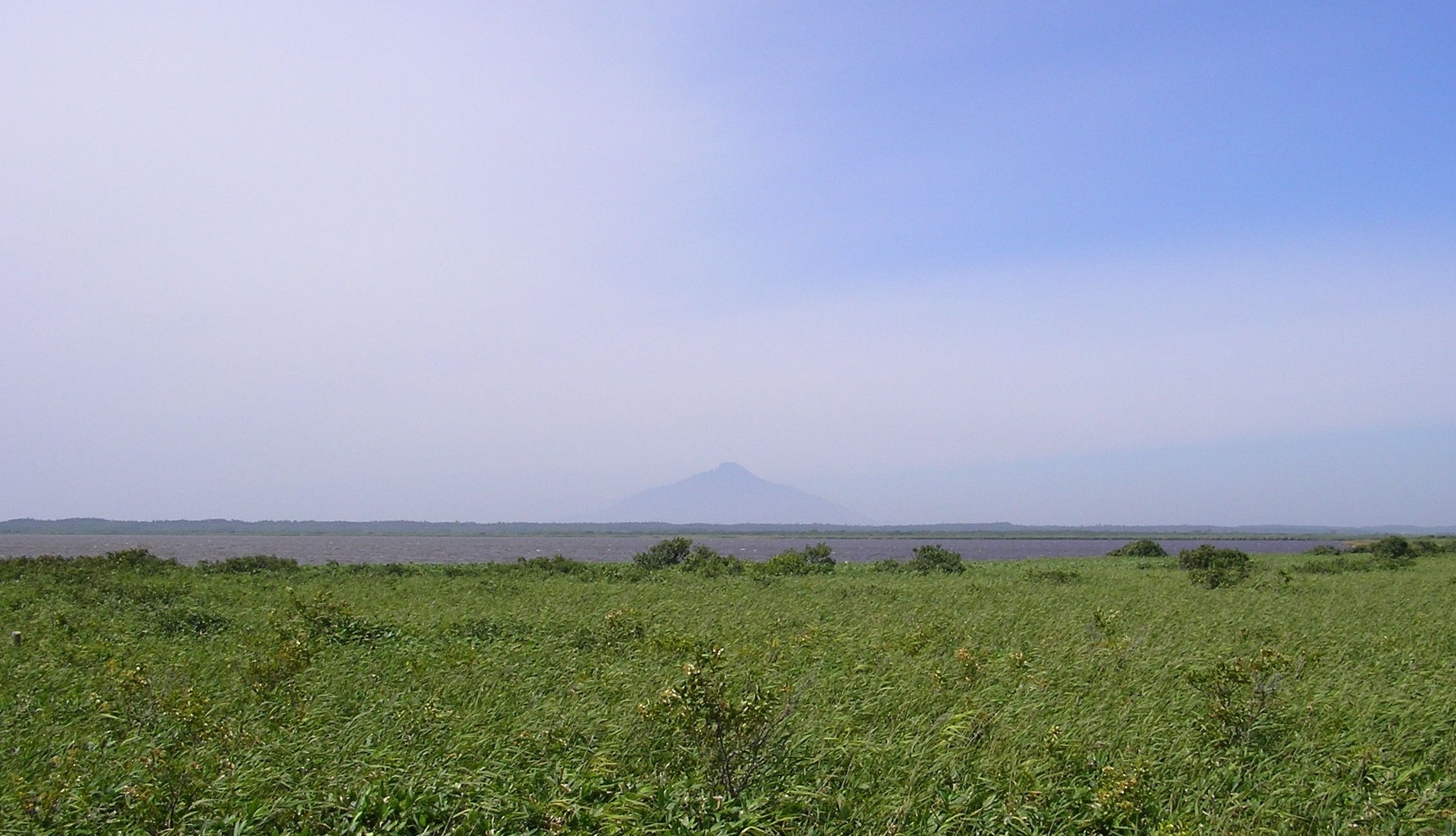
パンケ沼と利尻富士。サロベツ原野の湖沼は泥炭地から滲出した鉄分を含み、赤く濁っている

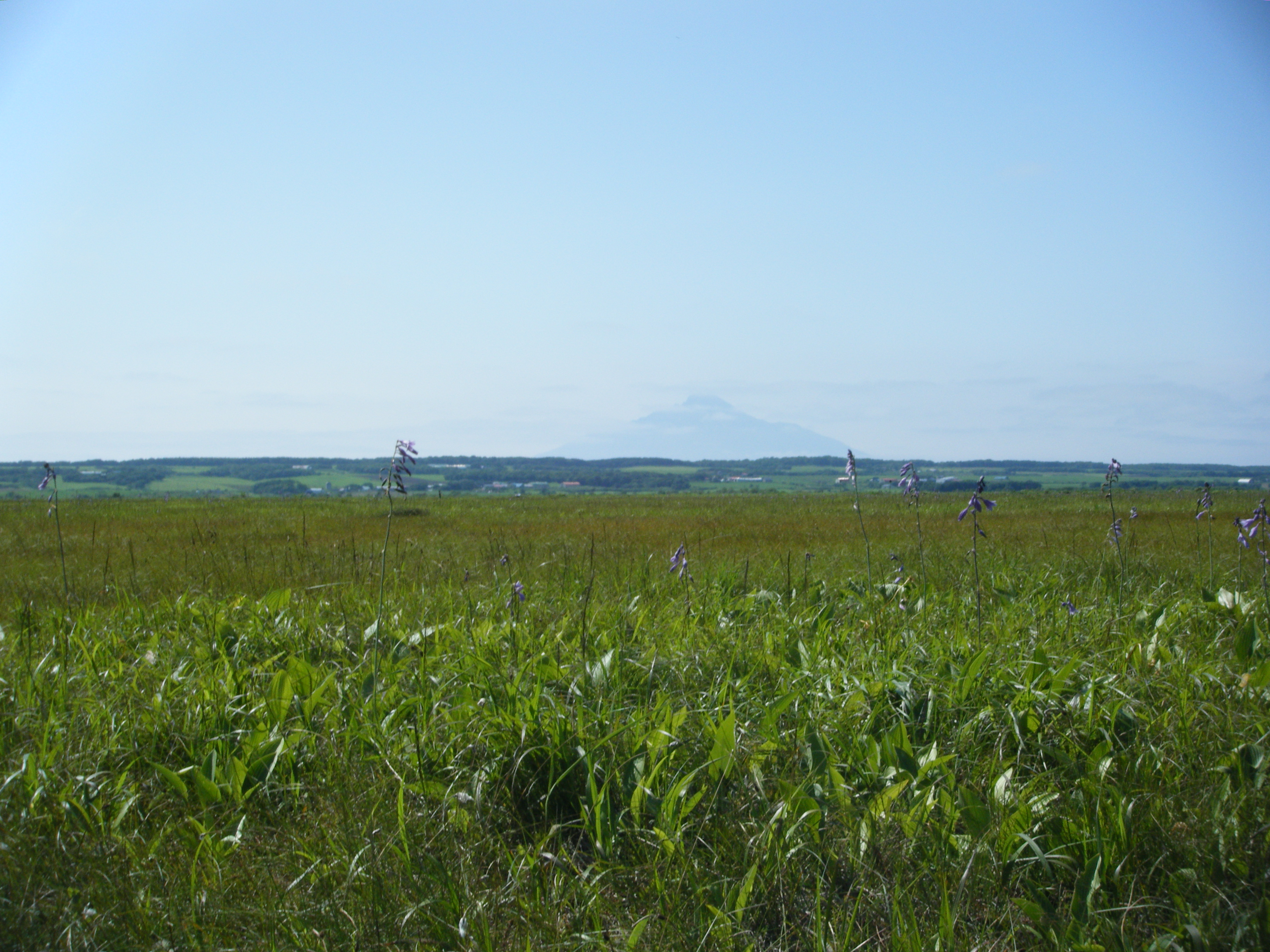
サロベツ原生花園と利尻富士（2009年8月）

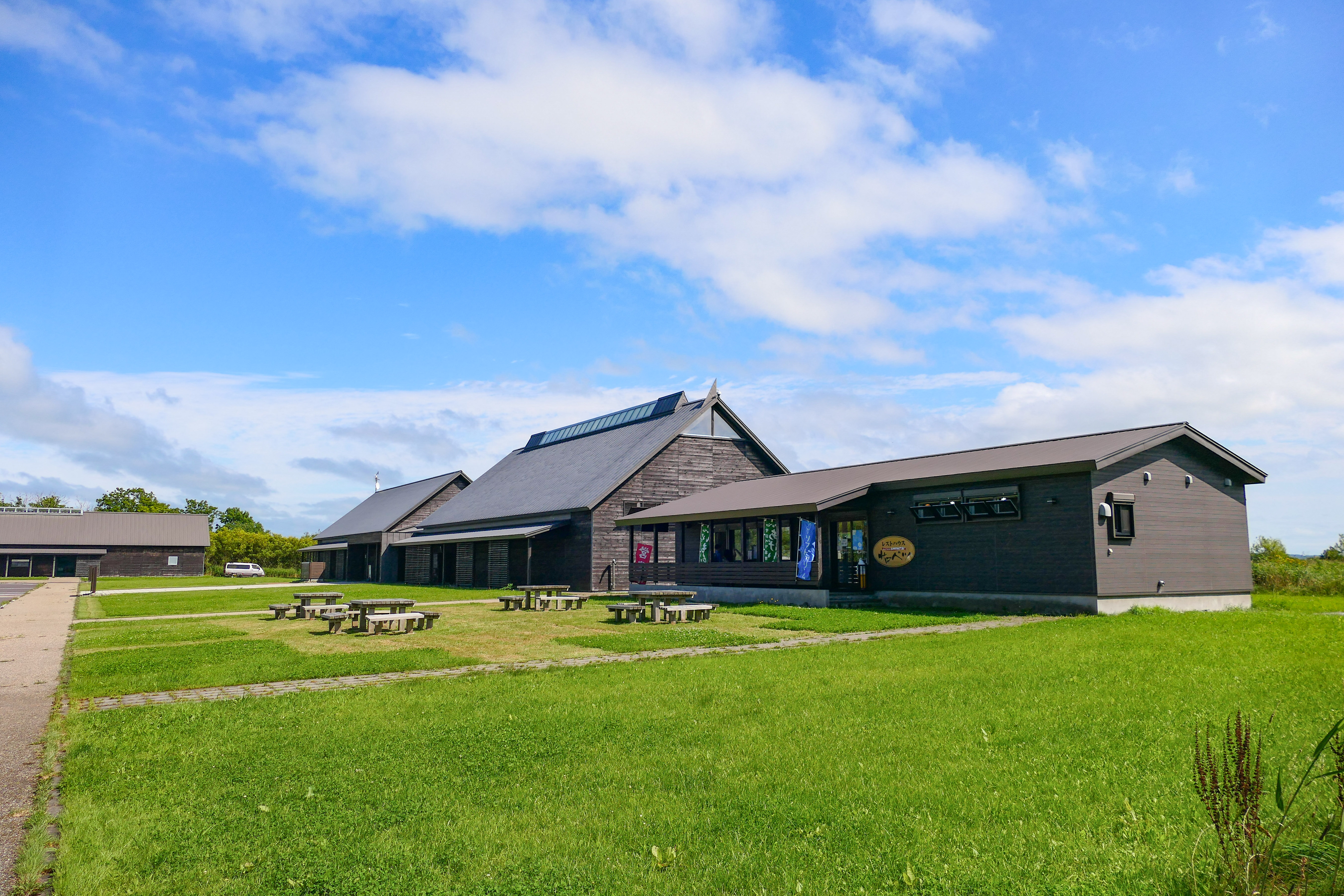
サロベツ湿原センター

サロベツ原野（サロベツげんや）は、北海道北部（道北）にある豊富町と幌延町の海岸線沿いに広がる湿原である。

## 概要
宗谷丘陵南西側に位置する湿原であり泥炭地。独特の植生が豊富に見られることから、一部の区域は特にサロベツ原生花園と呼ばれることもある。東西8km、南北27kmで、面積は216平方kmにも及ぶ広大な湿原である。2005年11月8日にはラムサール条約に登録された。
上サロベツ原野と下サロベツ原野に分かれ、後者は利尻礼文サロベツ国立公園の特別保護地区であり、ペンケ沼、パンケ沼といった沼地が点在する。泥炭性の低湿地であり、海岸砂丘とその背後にある宗谷丘陵によって阻まれた潟湖が、泥炭による長い堆積作用によって形成された。日本国内の泥炭地としては石狩平野や釧路平野に次ぐ広さである。
国指定サロベツ鳥獣保護区（集団渡来地）に指定されている（面積2,560ha、全域が特別保護地区）。また環境省により、日本の重要湿地500のひとつに指定され保護されている。
地元の主産業は酪農で昭和30年代に畑作からの転換が進んだ。観光施設として豊富町内にサロベツ湿原センター（みやげ物売場、食事施設併設）が、幌延町内に幌延ビジターセンター（近隣に無料展望台あり）がある。
日本の秘境100選の一つに数えられる。

## 地名の由来
アイヌ語の「サラオペッ（サロペッ）」もしくは「サラオマッペッ（サロマペッ）」、「サラペッ」に由来し、いずれも「芦原・にある・川」の意である。

## 湖沼
- 長沼
- パンケ沼
- ペンケ沼
- 兜沼

## 植生・植物相
その種類は100種以上にも及び、以下の花が初夏〜初秋にかけて見られる。
- 5月 ミズバショウ、エゾノリュウキンカ、ショウジョウバカマ、ハクサンチドリ、ミツガシワ、ホロムイツツジ（英語版）
- 6月 クロユリ、ヒメシャクナゲ、ワタスゲ、カキツバタ、ヒオウギアヤメ、ツルコケモモ、エゾイソツツジ（イソツツジの仲間）
- 7月 エゾカンゾウ、エゾスカシユリ、トキソウ、モウセンゴケ、エゾノヒツジグサ（ヒツジグサの亜種）
- 8月 サワギキョウ、ジュンサイ、ネジバナ、エゾミソハギ、ノリウツギ
- 9月 エゾリンドウ、ホロムイリンドウ、アキノキリンソウ

## 動物
以下のような動物が見られる。
- 哺乳類 - エゾリス、エゾシマリス、エゾヤチネズミ、トウキョウトガリネズミ、エゾクロテン、エゾモモンガ、エゾユキウサギ、エゾシカ、キタキツネ、ニホンコテングコウモリ（英語版）
- 爬虫類・両生類 - コモチカナヘビ、エゾアカガエル
- 鳥類 - オジロワシ、オオワシ、トビ、ハヤブサ、エゾフクロウ、オオヒシクイ、オナガガモ、ミコアイサ、オオハクチョウ、コハクチョウ、タンチョウ、アオサギ、キマユツメナガセキレイ、オオルリ、ノゴマ、ノビタキ、シマアオジ、カワセミ、シジュウカラ、ゴジュウカラ、コガラ、アカゲラ、アカエリカイツブリ、ウグイス、スズメ、ハシブトガラス、ハシボソガラス
- 魚類・水中生物 - イトウ、テツギョ、ヤマトシジミ
- 昆虫 - チャバネエンマコガネ（スペイン語版）、カラフトマルガタゲンゴロウ（英語版）、イイジマルリボシヤンマ（英語版）

## 乾燥化の進行と自然保護
酪農の発展に伴う農地整備に伴い、乾燥化が進行し、クマザサなど乾燥性の植物が外部から侵入してきている。また、農地化に伴う泥炭地からの放水路の開削などに伴い、湿原の水位も低下してきている。
湿原保護の機運が高まり、放水路への地下水の流出を防ぐ取り組みが、地元や国の連携下、実施されるようになった。
自然再生事業が盛んに取り組まれているが、泥炭の形成は1年間に1mmという非常にゆっくりとしたものであり、湿原の再生には長期間を要する。
2020年には日本野鳥の会とNPO法人サロベツ・エコ・ネットワーク（豊富町）がシマアオジ保護地として原野のうち14.8ヘクタールを購入した。

## サロベツ原野に関連する名称

### 愛称
- サロベツ - JR北海道が宗谷本線で運行する特急列車。詳細は同項目を参照。

### ゆかりのある楽曲
- サロベツ慕情（1977年） - 都はるみ
- サロベツ絶唱（1985年） - 朝川ひろこ
- サロベツ原野の子守唄（2003年） - 長谷川千恵
- サロベツ原野（2006年） - 鳥羽一郎
- サロベツの風に吹かれながら - みのや雅彦

## 交通アクセス
- 鉄道…JR宗谷本線下沼駅、豊富駅、兜沼駅下車
- バス…豊富駅発の予約制乗合バスあり。サロベツ線の路線バス（サロベツ湿原センター）は、2021年3月31日廃止[11]。
- タクシー・ハイヤー…豊富駅前及び幌延町市街に営業所がある。
- 自転車…豊富駅に隣接した豊富町観光協会で自転車を借りることができる（有料）。